# Lezina
Lezina is een geslacht van rechtvleugeligen uit de familie Gryllacrididae. De wetenschappelijke naam van dit geslacht is voor het eerst geldig gepubliceerd in 1869 door Francis Walker.

## Soorten
Het geslacht Lezina omvat de volgende soorten:
- Lezina acuminata Ander, 1938
- Lezina arabica Karny, 1937
- Lezina armata Popov, 1984
- Lezina concolor Walker, 1869
- Lezina mutica Brunner von Wattenwyl, 1888
- Lezina obscura Burr, 1900
- Lezina omanica Popov, 1984
- Lezina parva Popov, 1984
- Lezina persica Adelung, 1902
- Lezina peyerimhoffi Chopard, 1929
- Lezina saudiya Popov, 1984
- Lezina zarudnyi Adelung, 1902